# Kozaburo Mise
Kozaburo Mise  (* 8. März 1886 in Ohzu, Präfektur Ehime; † 4. Februar 1955 in Japan) war ein japanischer Bauingenieur.

## Leben
Mise studierte 1908 bis 1911 an der Universität Tokio und war dann Dozent an der Universität Kyushu. Ab 1912 setzte er sein Studium an der University of Illinois fort und war dort 1915 bis 1918 Associate Professor. 1923 bis 1946 war er Professor für Brückenbau an der Universität Kyūshū, die ihm auch einen Ehrendoktor verlieh. Nach 1946 hatte er an seiner Universität eine Ehrenprofessur.
Mise begann schon in den 1920er Jahren konsequent eine Matrixformulierung der Baustatik zu entwickeln. Die eigentliche Entwicklung dieser Formulierung begann erst nach seinem Tod (unter anderem durch John Argyris) und führte zur Theorie Finiter Elemente.

## Schriften
- Elastic Distortions of Framed Structures. In: Memoirs of the College of Engineering, Kyushu Imperial University, 1922, S. 175–212.
- Elastic Distortions of Rigidly Connected Frames. In: Memoirs of the College of Engineering, Kyushu Imperial University, 1927.
- General Solution of Secondary Stresses. Paper No. 763. World Engineering Congress, Tokyo, 1929
- Universal Solution of Framed Structures. In: Reports of the Research Institute for Elasticity Engineering, Kyushu Imperial University, 1946